# Plunder

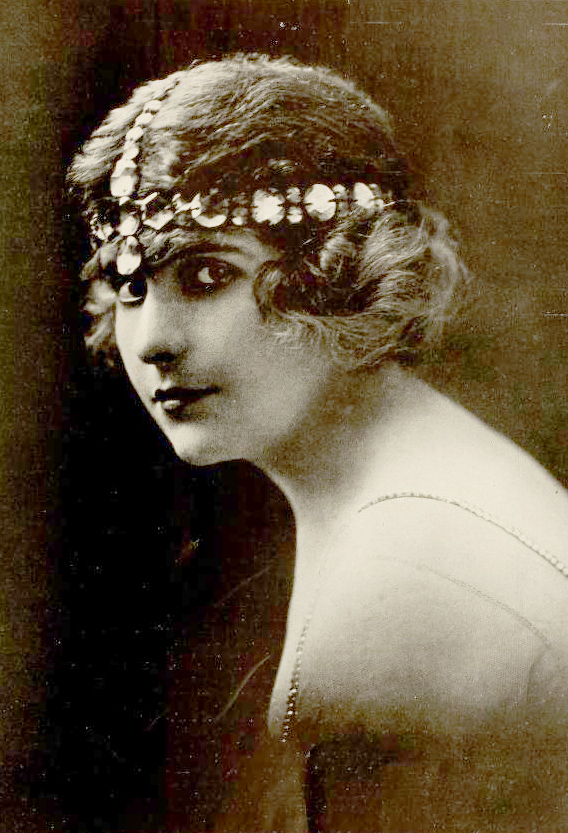
Pearl White, estrela do seriado.

Plunder (bra: O Tesouro Oculto) é um seriado estadunidense de 1923, gênero drama, dirigido por George B. Seitz, em 15 capítulos, estrelado por Pearl White e Warren William. Foi produzido pela George B. Seitz Productions e distribuído pela Pathé Exchange, e veiculou nos cinemas estadunidenses a partir de 28 de janeiro de 1923. Este foi o último seriado de Pearl White, que começara a fazer seriados em 1914, com The Perils of Pauline, o seriado de grande sucesso da Pathé.

## Elenco
- Pearl White - Pearl Travers
- Warren William - Mr. Jones
- Harry Semels - Jud Deering
- Tom McIntyre
- William Nally
- Wally Oettel
- Edward J. Pool
- Charles 'Patch' Revada

## Capítulos
1. The Bandaged Man
2. Held By the Enemy
3. The Hidden Thing
4. Ruin
5. To Beat a Knave
6. Heights of Hazard
7. Mocked from the Grave
8. The Human Target
9. Game Clear Through
10. Against Time
11. Spunk
12. Under the Floor
13. Swamp of Lost Souls
14. The Madman
15. A King's Ransom

## Produção
Durante a produção do seriado, em agosto de 1922, um dos dublês de Pearl White, John Stevenson, morreu ao movimentar um ônibus em uma plataforma elevada.